# Denis Ivanovich Zubko
Denis Ivanovich Zubko (tiếng Nga: Денис Иванович Зубко; sinh ngày 7 tháng 11 năm 1974) là một huấn luyện viên bóng đá và cựu tiền đạo.

## Danh hiệu
- Á quân Giải bóng đá Ngoại hạng Nga: 1997.
- Danh sách 33 cầu thủ hàng đầu cuối năm: 1996.

## Sự nghiệp quốc tế
Zubko chơi trận đầu tiên cho Nga vào ngày 30 tháng 4 năm 1997 trong vòng loại Giải vô địch bóng đá thế giới 1998 trước Luxembourg. Ông chơi thêm 3 trận nữa trong màu áo đội tuyển quốc gia.